# Rainer Kaufmann

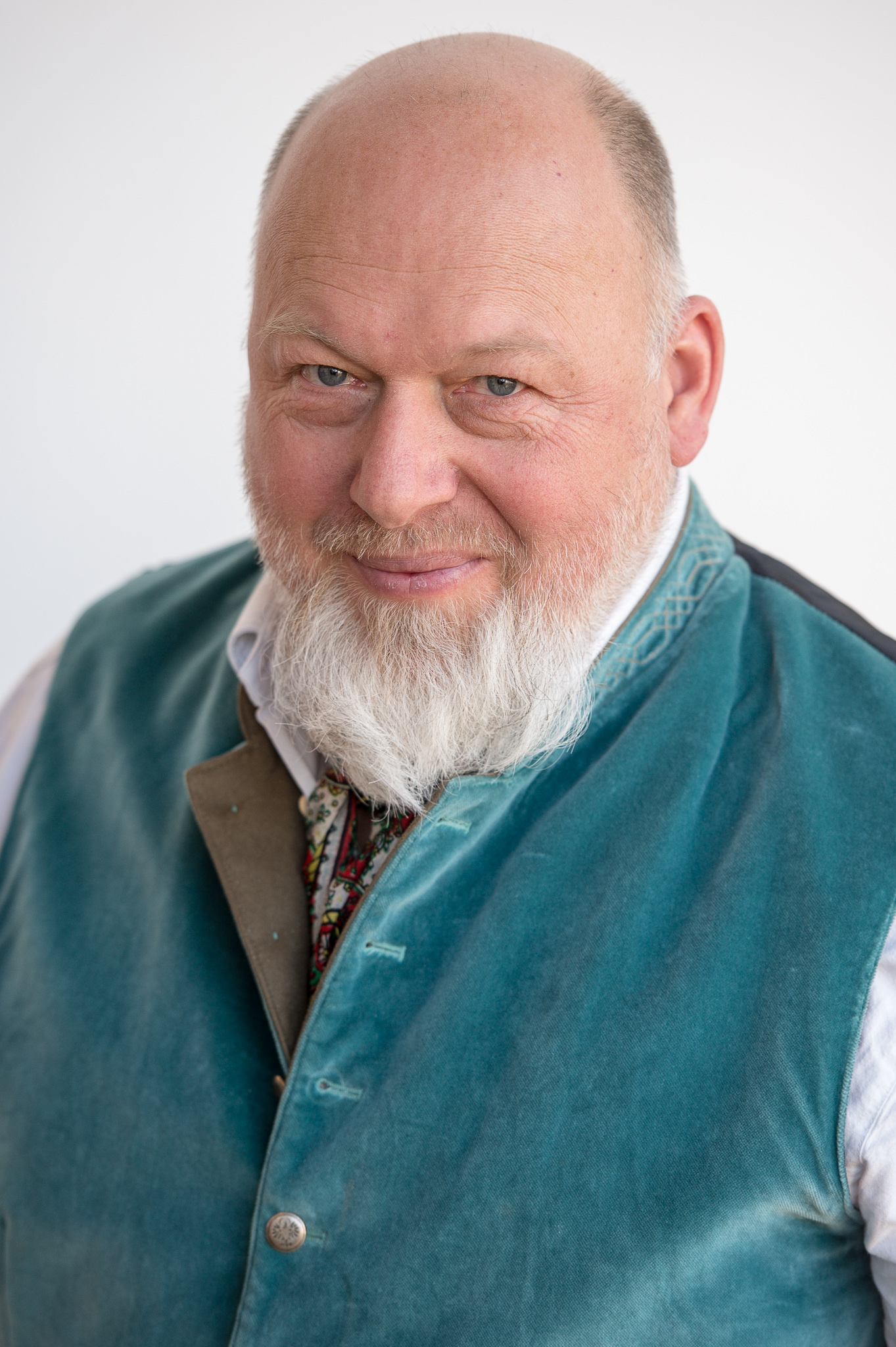
Rainer Kaufmann (2017)

Rainer Kaufmann (* 6. Juni 1959 in Frankfurt am Main) ist ein deutscher Filmregisseur und Drehbuchautor.

## Leben
Nach dem Abitur 1979 und dem Zivildienst in einem SOS-Kinderdorf und Arbeit als Zimmermann studierte Rainer Kaufmann Germanistik und Filmwissenschaft bei Christine Noll Brinckmann an der Goethe-Universität Frankfurt am Main und absolvierte ein Gaststudium an der Städelschule. Von 1983 bis 1990 studierte er Regie an der Hochschule für Fernsehen und Film München. Er unterrichtete zeitweise an der Hamburg Media School Regie.
Rainer Kaufmann hat eine Tochter mit der Schauspielerin Maria Schrader sowie zwei Söhne mit der Drehbuchautorin Kathrin Richter.

## Werk
Das Spektrum von Rainer Kaufmanns Arbeiten reicht vom kommerziell erfolgreichen Unterhaltungskino bis zu anspruchsvollen und preisgekrönten Fernsehfilmen wie Marias letzte Reise. Kaufmann hatte maßgeblichen Anteil am Erfolg des Neuen Deutschen Kinos in den 1990er Jahren. Vor allem Katja Riemann ist durch Filme wie Stadtgespräch und Die Apothekerin berühmt geworden, doch auch einige andere Schauspieler erhielten Auszeichnungen für ihre Arbeit mit Kaufmann. Seine Filme zeigen oft Frauen, die sich in vertrackten Liebesbeziehungen behaupten müssen. Einige seiner Arbeiten sind Literaturverfilmungen. Mit seinen Filmpremieren ist er häufig zu Gast beim Filmfest München.
Der Kurzfilm Salz für das Leben entstand 1989 an der Hochschule für Fernsehen und Film in München, die Hauptrolle spielte Katja Riemann.  Der surreale Kurzfilm Der schönste Busen der Welt kam 1990 als Vorfilm von Katja von Garniers Hochschulfilm Abgeschminkt! ins Kino, der mit 1,1 Millionen Besuchern zum Überraschungserfolg wurde. Das sozialkritische Fernsehspiel aus der Rechtsradikalenszene Dann eben mit Gewalt (1993), besetzt mit Jürgen Vogel und Jasmin Tabatabai, wurde mehrfach preisgekrönt. Eine Frau (Maria Schrader) zwischen zwei Männern (Richy Müller und Peter Lohmeyer) – das ist das Thema des Spielfilms Einer meiner ältesten Freunde aus dem Jahr 1994. Die mit geringem Budget fürs Fernsehen produzierte Verfilmung einer Erzählung von F. Scott Fitzgerald kam auch ins Kino. Unschuldsengel ist ein Fernsehkrimi aus dem Jahre 1994, dessen Darsteller (unter anderem Nicolette Krebitz, Jürgen Vogel und Moritz Bleibtreu) später zu den Stars des Neuen Deutschen Kinos gehörten. Auch Stadtgespräch (1995) – eine Komödie über die amourösen Verwicklungen einer Radiomoderatorin (Katja Riemann) – war ursprünglich für das Fernsehen gedreht worden. Die Kinofassung erwies sich mit etwa 1,67 Millionen Zuschauern in Deutschland als Hit. 1,6 Millionen Zuschauer sahen den Film Die Apothekerin (1997) nach einem Roman von Ingrid Noll in den Kinos. Katja Riemann entsorgt hier als Apothekerin ihre Beziehungsprobleme auf pharmazeutische Art. Sie erhielt den Deutschen Filmpreis als Beste Darstellerin für ihre Rolle in diesem Film.
Als Neo-Noir bezeichnete Kaufmann selbst seinen dritten abendfüllenden Kinofilm Long Hello & Short Goodbye (1999). Nicolette Krebitz verliebt sich als Undercover-Agentin in einen von Marc Hosemann dargestellten Gangster. Der unkonventionelle Film lockte weniger als 60.000 Besucher in die deutschen Kinos. Die im Jahr 2000 veröffentlichte Verfilmung von Ingrid Nolls Roman Kalt ist der Abendhauch konnte mit etwa 430.000 Kinobesuchern ebenfalls nicht an Kaufmanns größte Erfolge anknüpfen. Eine alte Frau erwartet ihren Geliebten, den sie lange nicht mehr gesehen hat, und erinnert sich dabei an die turbulenten Kriegs- und Nachkriegszeiten. Aber es liegt noch eine Leiche im Keller. Bei dem in Rückblendenstruktur entwickelten Film spielen unter anderem Gisela Trowe und Heinz Bennent mit. Die bis dahin unbekannte Hauptdarstellerin Fritzi Haberlandt erhielt den Bayerischen Filmpreis 2000 als beste Nachwuchsdarstellerin.
Mit Und die Braut wusste von nichts (2002), einer ZDF-Liebeskomödie mit Julia Jentsch, und Der Job seines Lebens (2003), einer ARD-Verwechslungskomödie mit Wolfgang Stumph, folgten zwei Unterhaltungsfilme fürs Fernsehen. Die Kirschenkönigin nach dem gleichnamigen Roman von Justus Pfaue ist ein für Arte und das ZDF produzierter dreiteiliger Historienfilm aus dem Jahr 2004. Johanna Wokalek spielt die Tochter eines jüdischen Bankiers, die sich in den wechselnden Zeitumständen zwischen der späten Kaiserzeit und der frühen DDR behaupten kann. Der 2005 erschienene BR-Film Marias letzte Reise mit Monica Bleibtreu als unheilbar krebskranke Bäuerin erhielt zahlreiche Auszeichnungen, darunter den Adolf-Grimme-Preis mit Gold und den Deutschen Fernsehpreis 2005 als bester Fernsehfilm des Jahres.
Ein fliehendes Pferd aus dem Jahr 2007, eine Verfilmung von Martin Walsers gleichnamiger Novelle, kam als erster Spielfilm Kaufmanns seit dem Jahr 2000 in die Kinos. Etwa 360.000 Kinobesucher sahen den Film mit Ulrich Noethen, Katja Riemann, Ulrich Tukur und Petra Schmidt-Schaller in den Hauptrollen. Der Film wurde mehrfach für Auszeichnungen nominiert, Petra Schmidt-Schaller erhielt den Bayerischen Filmpreis 2007 als beste Nachwuchsdarstellerin. In der Tragikomödie Ein starker Abgang, einem Fernsehfilm aus dem Jahr 2008, liefern sich Bruno Ganz als alternder, misanthropischer Schriftsteller und Monica Bleibtreu als seine Ernährungsberaterin während einer Lesereise ein Dauerduell. Ein starker Abgang war für die Wettbewerbe des Fernsehfilm-Festivals Baden-Baden 2008 und des Festival de Télévision de Monte-Carlo 2009 nominiert. Mit Erntedank wurde 2009 fürs Bayerische Fernsehen zum ersten Mal ein Allgäukrimi des Autorenduos Volker Klüpfel und Michael Kobr verfilmt. Die Hauptfigur Hauptkommissar Kluftinger spielt Herbert Knaup, der selbst im Allgäu aufwuchs und für diese Rolle mit dem Bayerischen Fernsehpreis 2010 ausgezeichnet wurde.
Der für ARTE und das ZDF hergestellte Fernsehfilm Ellas Geheimnis mit Hannelore Hoger in der Hauptrolle erzählt die Geschichte einer Neuropsychologin, die nach Jahrzehnten aus Deutschland in ihre alte Heimat Südafrika zurückkehrt und dort mit ihrer eigenen, von der Apartheid geprägten Vergangenheit konfrontiert wird: Sie hatte als Weiße eine verbotene Beziehung zu einem Schwarzen. Der BR/ARD-Fernsehfilm In aller Stille mit Nina Kunzendorf war nach Marias letzte Reise die zweite Zusammenarbeit mit der Drehbuchautorin Ariela Bogenberger und wurde ebenfalls mehrfach ausgezeichnet. Föhnlage. Ein Alpenkrimi ist nach Erntedank ein weiterer Regionalkrimi für das Bayerische Fernsehen. Die Hauptrolle spielt Martin Feifel. Die Produzenten Wolfgang Behr und Dietmar Güntsche erhielten den Bernd Burgemeister Fernsehpreis für den besten Fernsehfilm beim Filmfest München 2011.

## Zitate
„Ich arbeite, das heißt, ich drehe sehr gerne. Ich habe einfach keine Lust, drei Jahre herumzusitzen und zu warten, bis ich fünf Millionen für einen Kinofilm zusammenbekomme, um ihn vielleicht dann in den Sand zu setzen, weil ich zu wenig Erfahrung habe. Also arbeite ich fürs Fernsehen, was ich im übrigen sehr gerne tue. Bis jetzt hatte ich auch großes Glück mit den Stoffen und konnte immer etwas dazulernen.“

„Beim Kinofilm gibt es meiner Ansicht nach zwei Möglichkeiten: Entweder man dreht einen tollen Festivalfilm, oder man zielt aufs große Publikum. Ich persönlich würde sagen, dass man beim Kinofilm immer mindestens eine Million Zuschauer im Auge haben sollte. Ich finde, das gehört dazu, sonst hat es gar keinen Sinn, für die Leinwand zu arbeiten.“

## Filmografie

### Regiearbeiten
- 1989: Salz für das Leben
- 1990: Der schönste Busen der Welt
- 1993: Dann eben mit Gewalt
- 1994: Einer meiner ältesten Freunde
- 1994: Unschuldsengel (Fernsehfilm)
- 1995: Stadtgespräch
- 1996: Greenhorn
- 1997: Die Apothekerin
- 1999: Long Hello & Short Goodbye
- 2000: Kalt ist der Abendhauch
- 2002: Und die Braut wusste von nichts
- 2003: Der Job seines Lebens
- 2004: Die Kirschenkönigin (TV-Dreiteiler)
- 2005: Marias letzte Reise
- 2006: Bella Block: Blackout
- 2006: Vier Töchter
- 2007: Ein fliehendes Pferd
- 2008: Das Beste kommt erst
- 2008: Ein starker Abgang
- 2009: Erntedank. Ein Allgäukrimi
- 2009: Ellas Geheimnis
- 2010: In aller Stille
- 2010: Bella Block: Das schwarze Zimmer
- 2011: Föhnlage. Ein Alpenkrimi
- 2011: Blaubeerblau
- 2012: Milchgeld. Ein Kluftingerkrimi
- 2012: In den besten Familien
- 2012: Operation Zucker
- 2013: Uferlos!
- 2013: Seegrund. Ein Kluftingerkrimi
- 2013: Beste Bescherung
- 2014: Tatort: Der Wüstensohn
- 2015: Ich will dich
- 2015: Das beste aller Leben
- 2017: Polizeiruf 110: Nachtdienst
- 2017: Tatort: Die Liebe, ein seltsames Spiel
- 2017: Die Puppenspieler (TV-Zweiteiler)
- 2018: Bella Block: Am Abgrund
- 2018: Der Polizist und das Mädchen
- 2018: Schwartz & Schwartz – Mein erster Mord
- 2019: Und wer nimmt den Hund?
- 2019: Eine ganz heiße Nummer 2.0
- 2020: Polizeiruf 110: Heilig sollt ihr sein!
- 2021: Mutter kündigt
- 2021: Tatort: Murot und das Prinzip Hoffnung
- 2022: Laufen
- 2023: Weißt du noch
- 2023: Zimmer mit Stall – Kuhhandel
- 2024: Endlich Witwer – Griechische Odyssee
- 2024: Trapps Sommer

### Drehbuch
- 2000: Max & Lisa (Sitcom)
- 2002: Liebling, bring die Hühner ins Bett
- 2009: Liebling, weck die Hühner auf
- 2017: Liebling, lass die Hühner frei

## Auszeichnungen

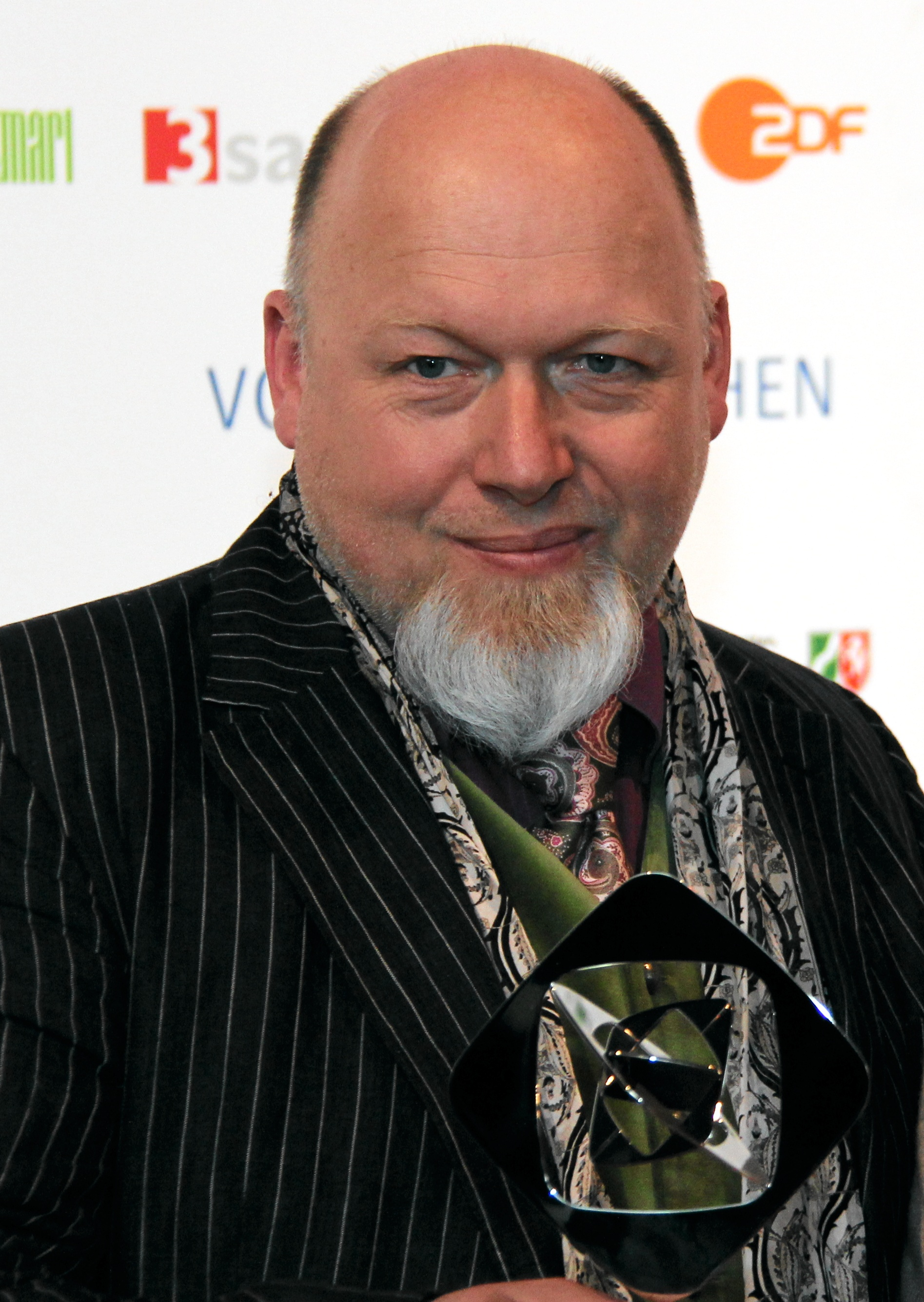
Rainer Kaufmann bei der Grimme-Preisverleihung 2011

- 1989: Regienachwuchs-Förderpreis der Stadt München für Salz für das Leben
- 1990: Nominierung für den Deutschen Kurzfilmpreis für Salz für das Leben[8]
- 1990: Sonderpreis als Bester Regisseur auf dem Filmfestival der Filmhochschulen München für Der schönste Busen der Welt
- 1990: Prix Canal plus für Der schönste Busen der Welt
- 1991: Nominierung für den Deutschen Kurzfilmpreis für Der schönste Busen der Welt[8]
- 1993: Prix Europa für Dann eben mit Gewalt
- 1993: Nachwuchs-Telestar für Dann eben mit Gewalt
- 1994: Preis der Civis Jugendjury für Dann eben mit Gewalt
- 1994: Magnolia Award als bester Fernsehfilm beim Shanghai TV Festival für Dann eben mit Gewalt
- 1994: Nominierung für den Adolf-Grimme-Preis 1995 für Einer meiner ältesten Freunde
- 1995: Max-Ophüls-Preis für Einer meiner ältesten Freunde. Begründung der Jury (Gloria Burkert, Jochen D. Girsch, Beat Glur, Paul Harather, Udo Kier): „Eine Frau zwischen zwei Männern. Sie liebt den einen, den Rechtsanwalt, den sie heiratet, wie den anderen, den Künstler, den sie nicht vergessen kann. Regisseur Rainer Kauffmann beobachtet präzise die drei Figuren, die sich in unserer heutigen Zeit zurechtfinden müssen. Richy Müller, Peter Lohmeyer und Maria Schrader überzeugen als Darsteller junger Menschen, die auf der Suche nach dem kleinen Glück immer wieder über die eigenen Füße stolpern. Ein Film, der mit spielerischer Leichtigkeit, intelligenten Dialogen und feinen Zwischentönen auch ein Kinopublikum begeistern kann.“
- 1995: Interfilmpreis in Saarbrücken für Einer meiner ältesten Freunde
- 1995: Hypo-Regieförderpreis für Stadtgespräch
- 1995: Bayerischer Filmpreis für Stadtgespräch
- 1997: Nominierung für den Deutschen Filmpreis für Die Apothekerin.
- 2005: Deutscher Fernsehpreis: Bester Fernsehfilm für Marias letzte Reise
- 2005: Bayerischer Fernsehpreis für Die Kirschenkönigin und Marias letzte Reise
- 2005: 3sat-Zuschauerpreis für Marias letzte Reise
- 2006: Adolf-Grimme-Preis mit Gold für Marias letzte Reise[9]
- 2009: Nominierung für den Adolf-Grimme-Preis für Ein starker Abgang
- 2010: Nominierungen für den Prix Europa, die Rose d’Or und die Wettbewerbe des Fernsehfilm-Festivals Baden-Baden für In aller Stille
- 2011: Nominierung für die Goldene Kamera 2011 in der Kategorie Bester Fernsehfilm für In aller Stille
- 2011: Grimme-Preis für In aller Stille
- 2013: Deutscher Fernsehpreis: Bester Fernsehfilm für Operation Zucker
- 2013: Robert-Geisendörfer-Preis in der Kategorie Fernsehen für Blaubeerblau
- 2014: Romy: Beste Regie TV-Film für Operation Zucker
- 2019: Regiepreis beim Festival des deutschen Films